# Загадка сфинкса (мультфильм)
«Загадка сфинкса» — советский рисованный мультипликационный фильм 1985 года, который создал режиссёр Владимир Пекарь по мотивам фресок Древнего Египта.

## Сюжет
Некогда в Древнем Египте жил человек из рода царей и звали его Амонехт. В папирусах тайных прочёл Амонехт, что в гробнице Неферта Птах спрятана книга, где записано всё что случиться должно с Амонехтом и с каждым живущим под солнцем. И решил он узнать и к гробнице пошёл. Чтобы проникнуть в гробницу Амонехт произнёс заклинание: «Сгинь Птах, пропади Птах, Ра прибывает могучий, дай узреть мне священную книгу!» Вдруг голос Сфинкса раздался: «Когда чёрное станет белым, а белое золотом станет, и получит ответ вопрошавший, отворятся двери гробницы, и ты снова узреешь священную книгу. Разгадаешь загадку — откроется тайна. Иначе даже путь позабудь к гробнице». Очнулся Амонехт в пустыне.

Протекло время, умер отец Амонехта и юноша стал владыкой Египта. И не один раз казалось ему, что разгадал он Сфинкса загадку, но каждый раз убеждался, что ошибся.

Состарился Амонехт и спросил его ученик: «Разгадал ли ты Сфинкса загадку?» Старик ответил: «Да. Сфинкс хотел, чтоб я жизнь свою прожил, как должно прожить человеку. Голова моя сделалась белой, золотом в книге отмечены три моих главных деянья, и ответ получил ученик — тот, кого возлюбил я всем сердцем». Сказал Амонехт и с грустью добавил: «Свершилось, жизнь прожита». Ночь наступила и закончилась история о человеке, разгадавшем Сфинкса загадку.

## Создатели
- Авторы сценария — Владимир Пекарь, Александр Тимофеевский
- Кинорежиссёр — Владимир Пекарь
- Художник-постановщик — Татьяна Колюшева
- Композитор — Эдуард Артемьев
- Звукооператор — Борис Фильчиков
- Кинооператор — Кабул Расулов
- Стихотворный текст — Александр Тимофеевский
- Текст читает — Михаил Козаков
- Художники-мультипликаторы: Виолетта Колесникова, Галина Зеброва, Марина Восканьянц, Антонина Алёшина, Дмитрий Куликов, Сергей Дёжкин, Александр Маркелов
- Художники: Ирина Светлица, Ирина Собянина, Николай Митрохин
- Ассистент режиссёра — Ольга Апанасова
- Монтажёр — Елена Белявская
- Редактор — Пётр Фролов
- Директор съёмочной группы — Лилиана Монахова

## Отзыв критика
Но главное в творчестве режиссёра — этнографическая серия из шести фильмов, поставленных на материале мифов, легенд и памятников искусства народов мира. Например, замысел фильма «Загадка Сфинкса» родился под впечатлением репродукций древнеегипетских фресок, «…и как-то незаметно фрески выстроились в связную историю, придумался сюжет…».
В этих фильмах живописность древних культурных миров, своеобразие их пластики и их мировосприятия Владимир Пекарь приблизил к нам, сделал доступными для восприятия неподготовленного сознания обыкновенного человека. История становится человечной, а мир обретает глубину тысячелетий и широту всеземного пространства.
— Наталия Венжер «Наши мультфильмы»